# Michael Jordan
(Biografia di Jordan sul sito dell'NBA.)
Michael Jeffrey Jordan, conosciuto anche con le sue iniziali MJ (New York, 17 febbraio 1963), è un imprenditore, ex cestista ed ex giocatore di baseball statunitense.

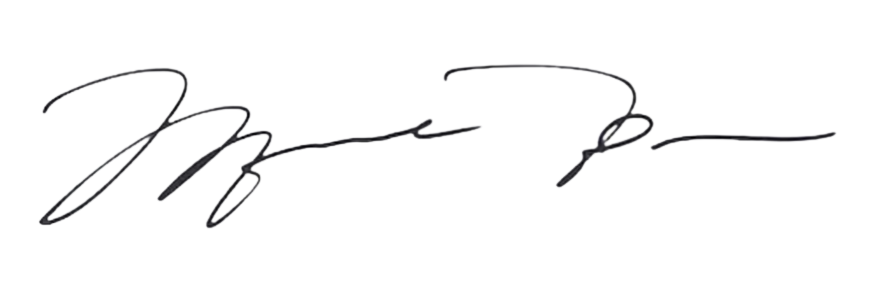
Firma di Michael Jordan

Soprannominato Air Jordan e His Airness per le sue qualità atletiche e tecniche, fu eletto nel 1999 "il più grande atleta nordamericano del XX secolo" dal canale televisivo sportivo ESPN. Negli anni ha acquisito molta fama sul campo che lo ha reso un'icona dello sport, facendolo diventare il miglior giocatore di basket di tutti i tempi ed uno dei migliori atleti della storia, al punto da spingere la Nike a dedicargli una linea di scarpe da pallacanestro chiamata Air Jordan, introdotta nel 1984.
Giocò per tre anni all'Università della Carolina del Nord a Chapel Hill, dove vinse il campionato nazionale NCAA nel 1982. Fu poi scelto per terzo al Draft NBA 1984 dai Chicago Bulls e diventò in breve tempo una delle stelle della lega, contribuendo a diffondere la NBA a livello mondiale negli anni '80 e '90. Nel 1991 vinse il suo primo titolo NBA con i Bulls, per poi ripetersi con altri due successi nel 1992 e nel 1993, aggiudicandosi un three-peat, dopo il quale si ritirò per intraprendere una carriera nel baseball. Tornò ai Bulls nel 1995 e li condusse alla vittoria di un altro three-peat (1996, 1997 e 1998). Si ritirò una seconda volta nel 1999, per poi tornare come membro dei Washington Wizards dal 2001 al 2003, per poi ritirarsi definitivamente. Durante la sua carriera professionistica rappresentò anche la nazionale di pallacanestro degli Stati Uniti d'America, vincendo quattro medaglie d'oro, tra cui due ai Giochi olimpici di Los Angeles 1984 e Barcellona 1992.
I riconoscimenti ottenuti a livello individuale includono sei MVP delle finali, dieci titoli di miglior marcatore (entrambi record), cinque MVP della regular season, dieci selezioni All-NBA First Team, nove nell'All-Defensive First Team (record), quattordici partecipazioni all'NBA All-Star Game, tre MVP dell'All-Star Game e un NBA Defensive Player of the Year Award. Detiene i record NBA per la media punti più alta nella storia della regular season (30,12 punti a partita) e nella storia dei playoffs (33,45 punti a partita).
È stato introdotto due volte nel Naismith Memorial Basketball Hall of Fame: nel 2009 per la sua carriera individuale e nel 2010 come membro del Dream Team. Diventò membro della FIBA Hall of Fame nel 2015. Dal 2010 al 2023 è stato il principale azionista e presidente degli Charlotte Hornets dell'NBA ed è attualmente proprietario del team 23XI Racing della NASCAR Cup Series, che ha fondato nel 2021. Il 22 novembre 2016 è stato insignito dal presidente USA Barack Obama della medaglia presidenziale della libertà, la più alta onorificenza civile statunitense.

## Biografia

### Vita privata
Michael Jeffrey Jordan nacque il 17 febbraio 1963 nel quartiere di Brooklyn, a New York, dove i genitori Deloris, impiegata di banca, e James R. Jordan Sr., meccanico in una centrale elettrica, si erano appena trasferiti. Quarto di cinque figli, ha due fratelli (James R. Jordan Jr. e Larry) e due sorelle (Deloris, detta Sys e Roslyn, più piccola di un anno, ma che si diplomerà assieme a lui e con lui frequenterà la NCU). Poco dopo la nascita di Michael, la famiglia si trasferì a Wilmington, nella Carolina del Nord. I suoi genitori ebbero un approccio differente con lui: mentre sua madre fu protettiva nei suoi confronti, suo padre fu più duro, non perdeva occasione per schernirlo e per lamentarsi di lui; questo atteggiamento da parte di suo padre, come riconobbe anni dopo lo stesso Michael, contribuì ad alimentare la sua determinazione al miglioramento costante.
Il 2 settembre 1989 si sposò con Juanita Vanoy, più grande di lui di quattro anni. Ebbero tre figli: Jeffrey (nato nel 1988 prima del matrimonio, e che ha giocato a basket in NCAA dal 2007 al 2012, ma non tra i professionisti dopo essere rimasto scartato nel 2012), Marcus (nato nel 1990, anch'egli ha giocato a basket in NCAA dal 2009 al 2012 e rimase undrafted nel 2013) e Jasmine (nata nel 1992). Nel 2006 la coppia ottiene il divorzio.
Il 27 aprile 2013 sposò la modella cubana Yvette Prieto, di 15 anni più giovane. Nel 2014 la coppia ha avuto due gemelle di nome Victoria e Ysabel.

### Gioco d'azzardo
Il 27 maggio 1993, nel periodo in cui giocava le finali di conference contro i New York Knicks, venne visto in un casinò legato a Cosa nostra statunitense di Atlantic City; nel 1992, dovette coprire una perdita di 57.000 $ dovuti al gioco d'azzardo. Dopo il suo primo ritiro nel 1993 l'allora commissioner dell'NBA David Stern negò in più occasioni che quella di Jordan fosse una sospensione dovuta alla sua vita extracampo.

### Controversie
Durante il mese di maggio del 2010, Jordan venne criticato per essere apparso in uno spot pubblicitario della Hanes mentre portava dei baffi a spazzolino, che vengono spesso associati ad Adolf Hitler. L'amico Charles Barkley dichiarò al riguardo:

## Caratteristiche tecniche

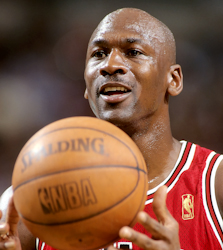
Jordan nel 1997

Jordan giocava come guardia tiratrice, con un'altezza dichiarata di 198 cm e con un peso che in carriera è oscillato tra i 90 e i 100 kg. Dotato di tecnica offensiva, abile nel crossover con entrambe le mani e nel gioco spalle al canestro, possedeva un rapido primo passo e doti acrobatiche, che gli consentirono di distinguersi come uno dei più grandi schiacciatori di sempre, come dimostrano le due vittorie all'NBA Slam Dunk Contest.
Nella fase finale della sua carriera, quando il suo atletismo era diminuito per via dell'età e del periodo di lontananza dalla pallacanestro, Jordan perfezionò il tiro in allontanamento, una tecnica che gli consentiva di eludere le braccia protese dei difensori e che divenne un suo marchio di fabbrica tanto quanto le schiacciate che lo contraddistinsero da giovane. Specialista nel tiro dalla media distanza, Jordan non era altrettanto abile nel tiro da tre punti: le sue percentuali da dietro l'arco sono state altalenanti per buona parte della sua carriera, ad eccezione del periodo compreso tra il 1994 e il 1997, in cui Jordan, favorito anche dal temporaneo abbassamento dell'arco da 7,25 m a 6,75 m, migliorò le proprie percentuali, innalzando la propria media in carriera a 35% (poi sceso a 32,7 dopo le ultime tre stagioni). A corredo delle sue doti da realizzatore, vanno citate l'abilità a rimbalzo, l'efficacia nel tiro libero, la comprensione tattica del gioco e capacità di passatore spesso sottovalutate, retaggio dei primi due anni al liceo, durante i quali mandare a canestro i compagni era opzione non di rado privilegiata rispetto alla realizzazione individuale.
Michael Jordan è inoltre stato considerato uno dei migliori difensori della NBA, capace di formare, assieme a Scottie Pippen, una delle coppie difensive più forti di sempre. Jordan era solito prendere in consegna il top scorer avversario, marcandolo con efficacia grazie a una combinazione di forza fisica, velocità e riflessi; abile stoppatore, era un difensore pericoloso anche lontano dalla palla, come confermano le medie statistiche in carriera sui recuperi difensivi.
Oltre che per le doti tecniche e fisiche mostrate sul campo, si è distinto per la sua mentalità vincente e competitiva, la regolare costanza di rendimento di stagione in stagione e la naturale leadership esercitata sui suoi compagni. Una delle peculiarità più apprezzate è sempre stata la sua abilità nel giocare sotto pressione ed effettuare le giocate decisive delle partite: alcuni esempi sono il tiro con cui decise le NBA Finals del 1998 contro gli Utah Jazz e i due punti coi quali sconfisse nei play-off del 1989 i Cleveland Cavaliers; degna di nota anche la prestazione in gara 1 delle Finals del 1992 contro i Portland Trail Blazers, chiusa con 6/10 da oltre l'arco.

## Carriera

### High School
Il giovane Michael frequentò la Emsley A. Laney High School, ricordato come un ragazzo estroverso, non eccelleva nello studio. A 13 anni frequentò un corso di economia domestica su consiglio della madre, ma impegnò tutte le sue energie nello sport, giocando a baseball, football americano e pallacanestro, sport che iniziò a conoscere all'età di 11 anni, quando il padre costruì un campetto nel giardino di casa.
Era un ragazzino molto gracile, per cui, dopo due anni promettenti come lanciatore della squadra di baseball locale, anni in cui lasciò intuire di avere potenzialità, la sua carriera si interruppe bruscamente a causa della sua ridotta fisicità, che gli impediva di lanciare con la dovuta forza ed energia. Venne impiegato in altri ruoli all'interno della squadra e questo lo spinse ad abbandonare. Parallelamente provò anche con la squadra locale di football americano, giocando in difesa con discreti risultati, fino a quando un contrasto di gioco gli causò la lussazione della spalla inducendolo di nuovo a dirottare altrove la sua attenzione.
Si dedicò dunque alla pallacanestro, giocando per i Laney High School Buccaneers; dopo due anni tra le giovanili, provò a entrare in prima squadra, ma l'allenatore, Clifton "Pop" Herring, lo escluse, nonostante Jordan fosse considerato il miglior giocatore delle giovanili preferendogli Harvest Leroy Smith jr. perché era più alto. L'episodio dell'esclusione dalla prima squadra servì a Michael Jordan per migliorarsi. La sua esclusione si spiegò, come confermato da chi visse quegli anni al fianco di Jordan, con il fatto che la prima squadra, composta per regolamento quasi interamente da giocatori del quarto e quinto anno, aveva un'altezza media piuttosto ridotta (su 10 giocatori, otto erano sotto i 185 cm) e dunque aveva necessità di elementi alti; per questo Herring scelse Smith, giocatore che non ebbe molta fortuna tra i professionisti, anziché Jordan che misurava 178 cm.
All'inizio del suo quarto anno al liceo raggiunse i 190 cm ed entrò in prima squadra dove indossò per la prima volta il numero 23, come omaggio a suo fratello Larry. Michael Jordan chiuse la stagione con 24,6 punti e 11,8 rimbalzi a partita.
Il quinto e ultimo anno di liceo, aiutò la Laney a migliorare il proprio record, anche se la corsa al titolo si arrestò in semifinale playoffs contro la New Hanover High School del futuro giocatore NBA Kenny Gattison. Jordan, che a quel punto fu considerato dagli addetti ai lavori il liceale d'America più promettente assieme a Aubrey Sherrod, allo stesso Gattison e a Patrick Ewing, incrementò ancora le sue cifre, e a fine anno fu convocato al McDonald's Invitational Tournament. Realizzò 30 punti (record) con 13 tiri segnati dal campo su 19, 4 su 4 ai tiri liberi, 6 palle rubate e 4 assist,segnando anche nei secondi finali i due tiri liberi che portarono la sfida sul definitivo 96-95; alla buona prestazione non seguì la nomina ad MVP della gara. In estate comunicò, in una conferenza stampa che ebbe luogo nel proprio domicilio, di aver scelto l'Università della Carolina del Nord a Chapel Hill guidata da Dean Smith rifiutando altre importanti offerte.

### College

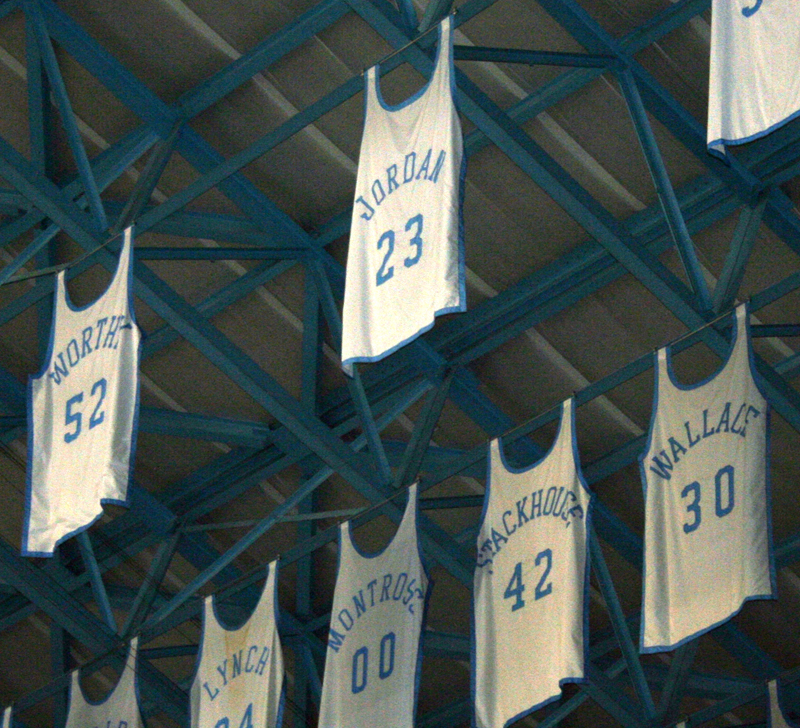
Il numero 23 di Jordan appeso al soffitto del Dean Smith Center

Alla UNC, Jordan dovette confrontarsi con un allenatore dalla forte personalità e con il suo sistema di gioco, oltre che con i due giocatori più forti della squadra, dividendo così la leadership tecnica. Sotto la guida di Dean Smith entrò appieno nel suo sistema di gioco e instaurò una discreta convivenza con James Worthy e Sam Perkins, formando una buona alchimia collettiva, rivelandosi una strategia vincente per la stagione dei Tar Heels. Il primo anno di college fu un anno di apprendimento, sebbene, per coincidenze fortunose, Jordan partì in quintetto per tutta la stagione; tenne una media di oltre 15 punti a partita. Nella finale per il titolo NCAA del 1982 contro la Georgetown di Patrick Ewing, giocata al Superdome di New Orleans davanti a 61 612 spettatori (cui si aggiunsero i 17 milioni che la videro in TV), Jordan mise a segno il tiro vincente a 15 secondi dal termine della partita, contribuendo così alla conquista del titolo. A fine partita, negli spogliatoi, Jordan rispose così a un giornalista (della NBC) che lo stava intervistando: "Davvero non ho avvertito alcuna pressione. Era un tiro come un altro".
In realtà, quel tiro gli cambiò in positivo la carriera, perché UNC aspettava il titolo NCAA da tanto tempo e quando finalmente arrivò, i festeggiamenti andarono avanti per settimane e Jordan venne molto celebrato dai tifosi. Se prima di quella finale era considerato, dall'opinione pubblica, come un giocatore molto forte ma comunque al pari di tanti altri, da quel momento la percezione che i tifosi avevano di lui cambiò. Come ricorda lui stesso "prima il mio nome era Mike, tutti mi chiamavano Mike Jordan, ma dopo il tiro ero diventato Michael Jordan". Nonostante il nuovo status di star collegiale, durante l'estate si allenò intensamente e, grazie alla crescita in altezza di ulteriori 5 centimetri, all'inizio della seconda stagione sia i compagni di squadra sia i tecnici, poterono constatare i suoi miglioramenti fisici e tecnici. La stagione 1982 fu l'annata della sua definitiva consacrazione cestistica e, se in attacco venne considerato ormai da tutti come il più forte giocatore di college (la media punti salì, complice l'introduzione del tiro da tre punti, a quasi 21 a partita, con 5,8 rimbalzi), fu in difesa che diventò determinante, stupendo gli addetti ai lavori di metà degli USA (compreso il commentatore Dick Vitale), che a quel punto si convinsero di avere di fronte un giocatore dal grande potenziale. Ciò nonostante, la stagione di UNC partì in sordina, soprattutto perché non c'era più James Worthy, che, dietro insistenza del suo allenatore, lasciò i Tar Heels con un anno di anticipo per andare in NBA (ai Los Angeles Lakers come prima scelta assoluta del Draft 1982) e si concluse anzitempo alle finali regionali contro Georgia; nonostante le sue statistiche, Jordan non vinse neppure il trofeo di MVP, assegnato al centro di Virginia Ralph Sampson.

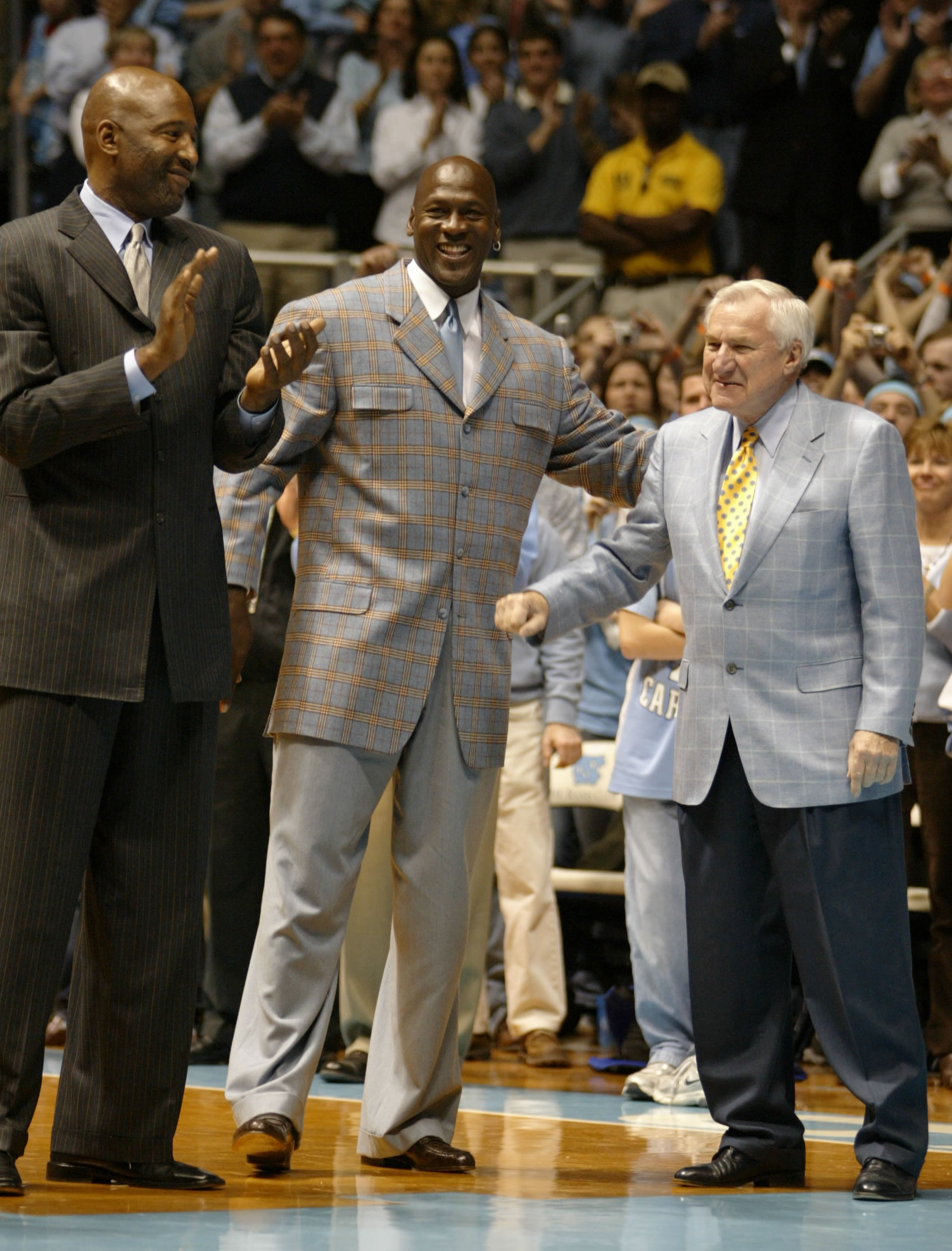
Jordan tra James Worthy e Dean Smith, rispettivamente compagno di squadra e allenatore al college, nel 2007

In estate partecipò ai giochi Panamericani con la squadra degli Stati Uniti, che, seppur con qualche affanno, vinsero la competizione battendo in finale Porto Rico per 101-85; a fine torneo Jordan fu il miglior marcatore con 17,3 punti a partita nonostante un'infiammazione al tendine del ginocchio destro ne avesse limitato il rendimento. La sua migliore prestazione fu contro il Brasile, partita in cui segnò 27 punti.
Il terzo anno iniziò sotto i migliori auspici: i Tar Heels erano la squadra da battere, in rosa c'erano Sam Perkins, Brad Daugherty e Kenny Smith, venendo riconosciuta come la migliore formazione allenata da Dean Smith. Difatti UNC partì come un rullo e arrivò agli ottavi del torneo NCAA (tra le cosiddette sweet sixteen) dove incontrò gli Indiana Hoosiers di Bob Knight. Jordan giocò una stagione sottotono, limitando la propria individualità per adattarsi, ancora una volta, al "sistema Smith"; ne conseguì la definitiva maturazione del cestista, anche se non mancarono le critiche verso l'allenatore per avere messo in difficoltà Jordan per via del suo gioco. A queste critiche replicò anni dopo lo stesso Jordan, dicendo:"Non conoscevo il gioco, me lo ha insegnato lui. Dean Smith mi diede la competenza necessaria per segnare trentasette punti a partita, è questo che la gente non capisce". Ma proprio il sistema di Dean Smith andò in crisi nella partita con Indiana, che da sfavorita, batté UNC 72-68 e Jordan chiuse con soli 13 punti e 6 su 14 al tiro. Seguirono giorni di dubbi, perché Jordan non sapeva se lasciare, come Worthy, l'università con un anno di anticipo oppure rimanere fino alla fine, compiacendo così il volere della madre. Il 5 maggio 1984 Jordan annunciò la propria scelta di entrare tra i professionisti.
Dopo aver vinto il premio Naismith College Player of the Year, il John R. Wooden Award e l'Adolph Rupp Trophy nel 1984 decide di lasciare con un anno di anticipo il college per dichiararsi eleggibile al Draft NBA 1984 (laureandosi comunque nel 1986), dove venne selezionato dai Chicago Bulls come terza scelta assoluta, dietro Hakeem Olajuwon e Sam Bowie. Ci fu un tentativo dei Dallas Mavericks di acquisire via trade Jordan cedendo loro in cambio Mark Aguirre, ma i Bulls rifiutarono.

### Il primo oro olimpico e i primi anni nell'NBA
L'estate del 1984 fu quella dei Giochi della XXIII Olimpiade a Los Angeles e Michael Jordan venne convocato da coach Bob Knight nella nazionale statunitense, composta da soli giocatori universitari, assieme a Sam Perkins, Patrick Ewing, Chris Mullin, Wayman Tisdale, Leon Wood, Alvin Robertson, Joe Kleine, John Koncak, Jeff Turner, Vern Fleming e Steve Alford. Nelle amichevoli di preparazione al torneo i dodici atleti giocarono contro selezioni di giocatori NBA, e Jordan mise in mostra il suo talento, guadagnandosi gli apprezzamenti di diversi addetti ai lavori, tra cui l'allenatore dei Lakers Pat Riley, nonostante non avesse ancora esordito tra i professionisti. Nell'ultima di queste amichevoli Jordan segnò 27 punti contribuendo al successo per 84-72 per la selezione, effettuando anche una schiacciata in campo aperto dopo avere superato in accelarazione la stella dei Lakers Magic Johnson.
A Los Angeles arrivò un oro molto agevole per gli USA, aiutati anche dal boicottaggio sovietico che tolse loro l'avversario più temibile; la squadra vinse 8 partite su 8 con un margine di scarto medio di 32 punti. Jordan, seppur ebbe delle difficoltà per via dei rigidi schemi offensivi di Knight, fu il miglior realizzatore con 17,1 punti a partita e a fine fece la seguente dichiarazione a un giornalista estero che gli mostrò una rivista secondo cui è il più forte giocatore del mondo: "Finora non ho ancora incontrato qualcuno che mi abbia impedito di fare quello che voglio fare".
Il 12 settembre 1984 i Bulls annunciarono che Jordan aveva firmato un contratto di 7 anni per 6 milioni di dollari, il terzo più alto nella storia dell'NBA dopo quello dei due centri di Houston Hakeem Olajuwon e Ralph Sampson.
Nello stesso periodo, la Nike, un'azienda di scarpe dell'Oregon con un fatturato annuo di 25 milioni di dollari, stava cercando nuovi canali di espansione e, grazie al suo lungimirante agente Sonny Vaccaro, stava espandendo la propria sfera d'influenza il mondo del basket, dapprima quello collegiale e poi quello NBA. La società usciva dal suo primo trimestre in perdita e necessitava di nuove idee per recuperare il terreno perso sulla concorrenza, fu proprio Vaccaro a intuire l'enorme potenziale di Jordan e a convincere Nike a scommettere ingenti risorse sul giovane talento prima di altre aziende concorrenti. Nacque così la linea Air Jordan da un'idea di Peter Moore, designer creativo della Nike, e il logo è uno stemma con ali che cinge un pallone da basket): Jordan, soprannominato con l'appellativo Air, firmò un contratto di 2 milioni di dollari in 5 anni oltre a una percentuale su ogni scarpa, un investimento senza precedenti per un atleta non professionista.
Quando firmò per Chicago, i Bulls erano reduci da una stagione con 27 vittorie e 55 sconfitte, le cui partite casalinghe venivano giocate al vecchio Chicago Stadium, un palazzetto fatiscente situato in una zona poco raccomandabile della città, con una media di 7 000 spettatori, la più bassa della lega.
L'esordio di Jordan avvenne il 26 ottobre 1984 contro i Washington Bullets, partita nella quale segnò 16 punti con 5 su 16 dal campo, 7 assist e 6 rimbalzi. Due sere dopo segnò 37 punti contro i Milwaukee Bucks, vincendo il duello con la stella avversaria Sidney Moncrief, mostrando la sua leadership offensiva in poco tempo grazie anche al gioco di squadra focalizzato su di lui. Alla nona partita contro San Antonio segnò 45 punti, altrettanti poche settimane dopo contro il Cleveland Cavaliers; poi ne segnò 42 contro New York e altri 45 contro Atlanta. La prima tripla doppia (35 punti, 15 assist e 14 rimbalzi) arrivò contro Denver, dopodiché, poco prima della pausa per l'All Star Game, Jordan realizza 41 punti contro i campioni in carica dei Boston Celtics. Nominato dai tifosi per il quintetto base della squadra dell'Est nell'NBA All-Star Game del febbraio 1985: durante la competizione diversi compagni di squadra, tra cui Isiah Thomas, si rifiutarono di passargli la palla, infastiditi dalle troppe attenzioni su Jordan, dando così vita al boicottaggio meglio conosciuto come freeze-out; cementandosi in questa maniera degli attriti. Subito dopo l'All-Star Game, i Chicago Bulls andarono a fare visita ai Pistons, squadra di Thomas: Jordan segnò 49 punti con 15 rimbalzi e i Bulls vinsero la partita 139-126 nel tempo supplementare. Grazie alle ottime prestazioni di Jordan, la squadra vinse 38 partite in regular season (11 in più dell'anno prima) e si qualificò ai playoffs, venendo sconfitti al primo turno da Milwaukee per 3-1. Jordan venne premiato come matricola dell'anno davanti alla prima scelta Hakeem Olajuwon.

Jordan, appena eletto rookie of the year del campionato NBA 1984-85 con i Chicago Bulls, qui in canotta Stefanel per un match esibizione a Trieste nell'estate 1985, nell'ambito del lancio italiano delle scarpe Air Jordan I.

Durante l'estate i Bulls vengono acquistati da Jerry Reinsdorf, ricco immobiliarista già proprietario della squadra di baseball dei Chicago White Sox, il quale, per prima cosa, assunse come general manager lo scout degli stessi White Sox Jerry Krause. Quest'ultimo chiamò, come responsabile del coaching staff, Tex Winter, un allenatore di college in pensione molto apprezzato per aver creato un brillante schema di gioco offensivo noto come "attacco triangolo"; le basi della dinastia Bulls furono gettate, anche se Krause e Jordan non andarono mai d'accordo e l'acredine tra loro aumentò esponenzialmente fino alla turbolenta rottura.
La seconda stagione di Jordan iniziò sotto tono: il 25 ottobre 1985, durante la partita contro i Golden State Warriors, subì un grave infortunio; impossibilitato a giocare, tornò all'università, dove conseguì la laurea. Tempo dopo confessò di giocare partite segrete nonostante il veto dei medici, secondo i quali un rientro anticipato avrebbe potuto pregiudicare il futuro della sua carriera. Ma come disse anni dopo Mark Pfeil, storico preparatore atletico dei Bulls: "Lui era fatto così. Se si convinceva che qualcosa non gli avrebbe fatto male, si concentrava oltre l'ostacolo e scendeva in campo". A 18 partite dalla fine della regular season rientrò in campo nonostante l'ennesimo veto della dirigenza dei Bulls, veto motivato, ufficialmente, dalla paura di non rischiarlo inutilmente (vista la stagione ormai compromessa) e, ufficiosamente, dalla volontà di perdere qualche partita in più per ottenere maggiori chance di scelta al draft dell'estate seguente. Con lui in campo, la squadra vinse 16 delle ultime partite e si qualificò ai play-off, dove incontrò, al primo turno, i Boston Celtics; Chicago perse la serie 3-0, ma in gara due, giocata il 20 aprile 1986 al Boston Garden, Jordan riscrisse la storia del basket, segnando 63 punti con 5 rimbalzi e 6 assist, prestazione che resterà la miglior di sempre quanto a punti segnati in una gara di play-off, tanto da ricevere gli elogi da Larry Bird (che in quella partita segnò 36 punti con 12 rimbalzi e 8 assist).
(Larry Bird)
Il terzo campionato NBA fu quello della conferma per Jordan, che per la prima volta vinse la classifica marcatori, con 37,1 punti di media a partita. Il ruolino di marcia fu impressionante: nelle 82 partite della stagione regolare, per 77 volte fu il miglior realizzatore della sua squadra, per 2 volte segnò 61 punti, per 8 volte superò i 50, per addirittura 37 volte ne realizzò 40 o più. Superò la soglia dei 3 000 punti in una sola stagione (3 041), segnando il 35% dei punti totali della squadra. A questo punto molti ritengono che, almeno a livello offensivo, Jordan sia il miglior giocatore della lega, anche se diversi osservatori lo ritenevano troppo egoista e nutrivano forti perplessità sulla sua capacità di essere un uomo squadra. In realtà quest'idea era solo in parte, perché se da un lato MJ era portato, per indole, a diffidare dei suoi compagni (gli ci vollero anni per cambiare mentalità).
Concluse la stagione con una media di 3,2 palle recuperate a partita e oltre 100 stoppate, vincendo il titolo di NBA Defensive Player of the Year Award, per il 1988; nello stesso anno venne anche inserito nel quintetto difensivo ideale e guidò la classifica marcatori, con oltre 35 punti di media a partita, vincendo, per la prima volta, il titolo di MVP sia della stagione regolare che dell'All Star Game, che si giocò proprio a Chicago e nel quale segnò 40 punti; nell'occasione vinse, per la seconda volta, lo Slam Dunk Contest, la gara delle schiacciate, battendo in finale Dominique Wilkins con una schiacciata che passò alla storia, eseguita prendendo la rincorsa da bordo campo e staccando dalla linea del tiro libero.
Tuttavia il riconoscimento più importante fu il primo passaggio, da parte dei Bulls, di un turno di playoffs dal 1981: 3-2 contro i Cleveland Cavaliers. Nelle prime due partite Jordan segnò 50 e 55 punti, impresa che non era mai riuscita prima a nessun altro nella storia della NBA, anche se gara-5 venne decisa dalla giovane matricola da Arkansas University Scottie Pippen, che, partendo in quintetto per la prima volta in stagione, segnò 24 punti. In semifinale di Conference Chicago trovò i Detroit Pistons che, grazie al gioco duro e alle "Jordan Rules" (una tattica difensiva elaborata da Chuck Daly e Joe Dumars per arginare Jordan), vinsero agevolmente la serie 4-1.
E fu proprio durante quella serie che Donald Sterling, proprietario dei Los Angeles Clippers, sondò il terreno con Krause per acquistare Jordan; il GM dei Bulls era ancora convinto che con Michael in squadra non ci fosse alcuna possibilità di vincere il titolo ed è dunque molto propenso ad accettare (tanto più che Sterling offre, in cambio, un paio di scelte tra le prime cinque al draft di quell'anno), ma poi pensò alle conseguenze di una cessione e rifiutò l'offerta. Perché, grazie a Jordan, i tori fecero registrare il tutto esaurito a ogni partita e videro crescere il loro valore da 16 a 120 milioni di dollari i pochi anni, guidando la classifica NBA relativa alle vendite di materiali e gadget ufficiali; più precisamente, come ricorda lo storico vicepresidente dei Bulls Steve Schanwald, circa il 40% del merchandising ufficiale venduto dalla NBA è legato ai Bulls.
Grazie alla linea di scarpe Air Jordan guadagnò, in sponsorizzazioni, cifre fino ad allora inimmaginabili per uno sportivo,

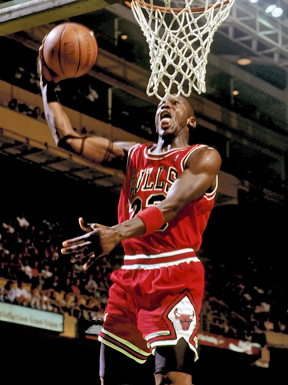
Jordan salta per una schiacciata nella stagione 1987-88

A settembre del 1988, comunque, Reinsdorf rinnovò il contratto per otto stagioni; la squadra iniziò male la stagione e fu ancora una volta Jordan a doversela caricare sulle spalle. Questo non fece altro che aumentare le critiche della stampa, da tempo convinta che, a differenza di Magic Johnson e Larry Bird, Jordan fosse troppo individualista e incapace di valorizzare i compagni. Anche per questo motivo l'allenatore Doug Collins chiese al suo vice Phil Jackson di catechizzare il suo giocatore sulla necessità del gioco di squadra; il colloquio avvenne e, nonostante l'iniziale ritrosia di Jordan, produsse i suoi effetti, anche perché, nel frattempo, Collins decise di relegare in panchina il poco convincente playmaker titolare Sam Vincent e di spostare nel ruolo proprio Jordan, che non a caso realizzò, dopo il cambiamento, sette triple doppie consecutive (14 in totale tra gennaio e aprile), coinvolgendo molto i compagni di squadra e portando i Bulls a 6 vittorie consecutive, grazie anche alle ottime prestazioni di Pippen e del sophomore Horace Grant, che partendo in quintetto con regolarità cominciò a garantire prestazioni convincenti.
Il risultato fu che, con un record di 47-35 i Bulls avanzarono alla post season col quinto miglior record della Eastern Conference, dove al primo turno incontrarono nuovamente i Cavaliers (finiti quarti), con il fattore campo a sfavore: la serie fu molto equilibrata e si decise in gara-5, giocata il 7 maggio 1989 in Ohio, quando, a 2 secondi dalla fine della partita, con la squadra sotto di un punto, Michael segnò un tiro in sospensione praticamente impossibile (da quel momento universalmente ribattezzato the shot), dalla linea del tiro libero, in controtempo e con le mani in faccia di Craig Ehlo. Al secondo turno i Bulls incontrarono i New York Knicks di Patrick Ewing e dell'ex Charles Oakley, che superarono abbastanza agevolmente 4-2 per poi ritrovarsi, in finale di Conference, gli storici rivali dei Detroit Pistons; in gara-1 Collins decise di mettere Jordan in marcatura su Thomas; la scelta diede i suoi frutti, perché il play dei Pistons, limitato dal maggior atletismo di Jordan, non riuscì a penetrare né a creare giochi per i compagni ed è costretto a tirare da fuori, ma con percentuali disastrose (3 su 18), sicché i Bulls espugnarono il campo di Detroit (che non perdeva in casa da 25 partite) 94-88. In gara-2 Thomas segnò 33 punti e Dumars 20 per la vittoria dei Pistons 100-91, mentre gara-3 venne vinta da Chicago 99-97 grazie a un altro tiro allo scadere di Jordan, che segnò anche 46 punti. In gara-4 la strepitosa difesa di Dumars costrinse Jordan a un misero 5 su 15 che valse la vittoria dei Pistons 86-80: nel dopo partita Collins accusò Jordan di essere stato troppo egoista e impreciso. Per ripicca, nella successiva gara-5 il 23 prese solo otto tiri, lasciando a Detroit una facile vittoria per 94-85 e fomentando così la rabbia del suo allenatore, da tempo convinto che i Bulls non avrebbero mai vinto finché ci fosse stato Jordan. Si tornò a Chicago per gara 6; la partita fu molto tirata ma, nonostante i 32 punti segnati da Jordan, Detroit riuscì a prendere un buon vantaggio nell'ultimo quarto e a vincere 103-94 grazie anche ai 33 punti di Isiah Thomas. I Pistons andarono così in finale contro i Los Angeles Lakers di Magic Johnson, che batterono 4-0.

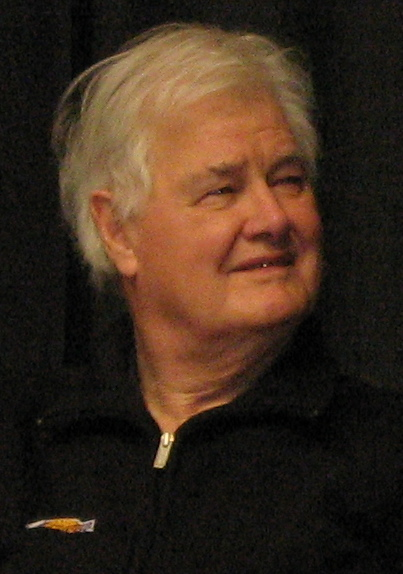
Tex Winter, l'uomo che si occupò degli schemi offensivi del triangolo

Il 6 luglio 1989 Reinsdorf e Krause licenziarono Doug Collins e affidarono la squadra al suo vice Phil Jackson, il quale confidò allo stesso Krause appena dopo la nomina a coach:
(Phil Jackson)
Jordan non era inizialmente contento di tale schema. Nella prima stagione con il nuovo coach, i Bulls continuarono il loro percorso di crescita, arrivando a un record finale di 55-27, più vicino ai Pistons, campioni in carica. Jordan migliorò sempre più nel coinvolgimento dei compagni di squadra. In particolare, a beneficiarne furono Horace Grant e Scottie Pippen (quest'ultimo ricevette la sua prima convocazione all'ASG). Il 28 marzo 1990 Jordan fu protagonista della gara con più punti segnati in carriera: contro i Cleveland Cavaliers segnò 69 punti, frutto di un 23/37 di tiri dal campo segnati, 6 triple realizzate e 21/23 ai liberi (oltre a 18 rimbalzi, 6 assist e 4 palle rubate). I Bulls erano favoriti a Est e mantennero le aspettative vincendo agevolmente le prime due serie di playoffs contro i Bucks (3-1) e i 76ers (4-1), presentandosi dunque alla Finals di Conference dell'Est al cospetto di Detroit e dei suoi Bad Boys, così chiamati per il loro gioco intenso e aggressivo. La serie tra Chicago e Detroit fu molto tirata, con Jordan autore di grandi prestazioni, soprattutto in gara-4. Il fattore campo fu rispettato sempre e si arrivò alla 7ª partita, che si giocò a Detroit per via del miglior record in regular season dei Pistons. L'ultima gara della serie terminò con il punteggio di 93-74 per Detroit. I Bulls dimostrarono di non essere ancora pronti al salto definitivo, e Jordan manifestò nervosismo spaccando una sedia negli spogliatoi a seguito di un gesto di stizza.

### Primo three-peat e secondo oro olimpico con il Dream Team

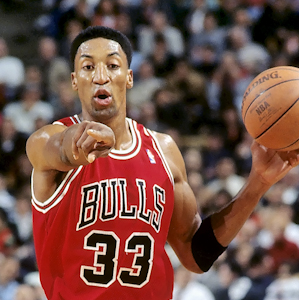
Scottie Pippen, fattore determinante con Jordan nei titoli vinti da Chicago

La stagione 1990-91 ricominciò con il roster dei Chicago Bulls sostanzialmente invariato, almeno nel quintetto base. La politica della franchigia fu di lasciare maturare la squadra, non snaturandola. A fine anno i Portland Trail Blazers stabilirono il miglior record della regular season con 63-19, davanti al 61-21 dei Bulls. I Bulls mostrarono un gioco completo e senza punti deboli, avendo armonizzato la presenza di una superstar con le dinamiche di squadra, ciò valse a Jordan il secondo titolo di MVP della Lega.
I Bulls superarono nuovamente in scioltezza i primi due turni di playoffs (3-0 ai New York Knicks e nuovamente 4-1 ai Philadelphia 76ers di Charles Barkley) per ritrovarsi per il terzo anno consecutivo nelle Finals dell'Est, sempre contro i Detroit Pistons. Nuovamente affrontata in Finale di Conference, Jordan si prese la sua rivincita, trascinando Chicago a un netto 4-0. Alla fine di gara-4, con il risultato ormai guadagnato dai Bulls, i Pistons (con Isiah Thomas e Bill Laimbeer in testa) uscirono dal campo diversi secondi prima del termine della partita. Jordan evitò di subire passivamente questo atteggiamento dei Pistons e mentre questi uscivano dal campo si rivolse ai suoi compagni congratulandosi con loro.
In finale trovarono i Los Angeles Lakers di Magic Johnson; in gara-1 i Bulls vennero sconfitti per 93-91, con Jordan che sbagliò il tiro del pareggio a pochi secondi dal termine, e i Lakers ribaltarono così il fattore campo. La prestazione di Jordan fu comunque di rilievo: mise a referto 36 punti, 8 rimbalzi e 12 assist, con 15 punti, 5 assist e 7/10 dal campo nel solo primo quarto. Nelle gare successive i Lakers non riuscirono più a tenere il passo dei Bulls, che si imposero per 4-1 vincendo il loro primo titolo. Nella serie fu importante anche l'apporto di Scottie Pippen in marcatura su Johnson.

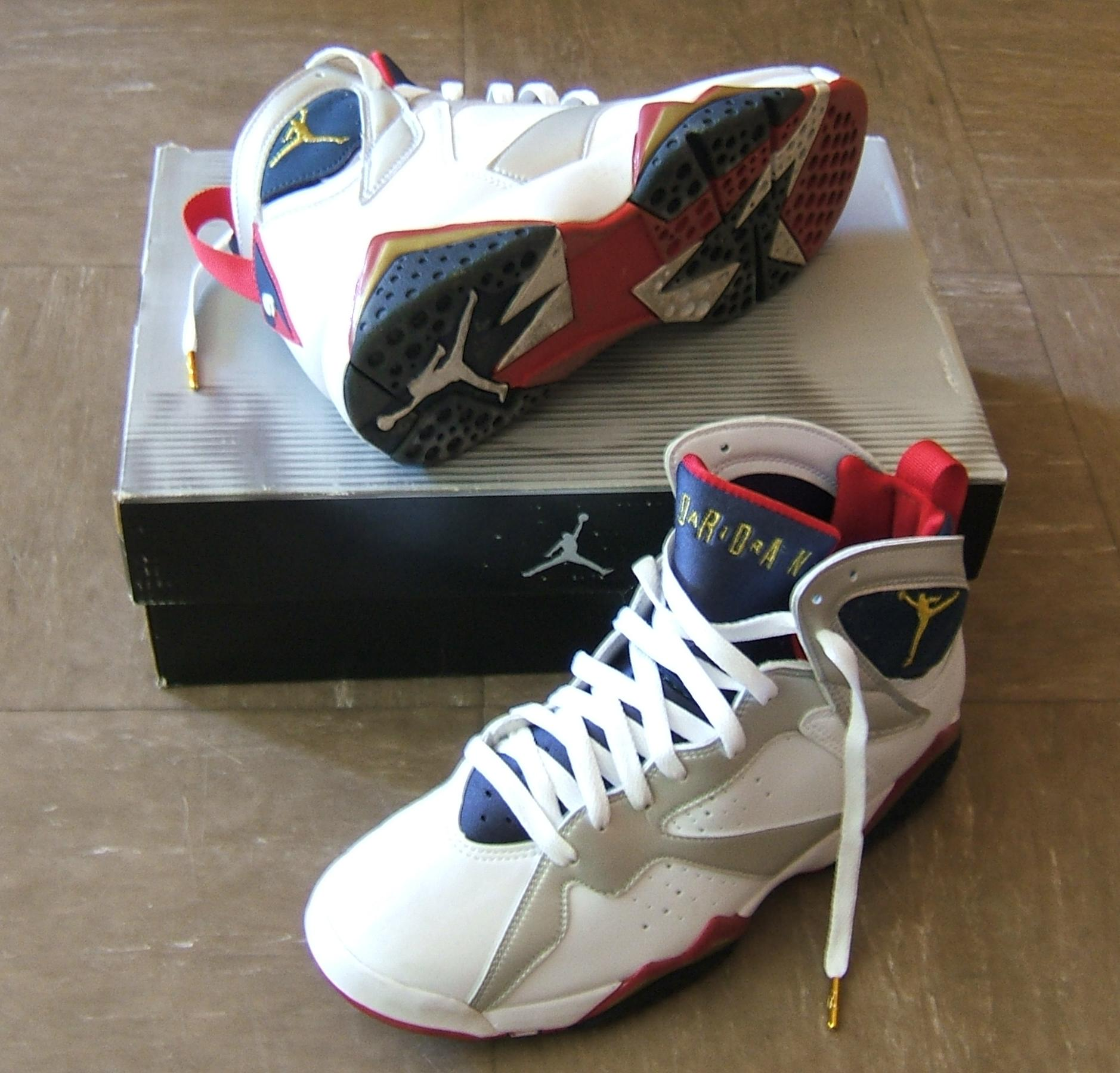
Le Air Jordan VII indossate durante i Giochi olimpici di

Nel 1992 la finale fu contro Portland: il suo scontro diretto con Drexler venne deciso fin dalle prime battute: nella gara-1 delle finali andò a riposo nell'intervallo del primo tempo con 35 punti, con 6 canestri consecutivi da 3 punti. Secondo il telecronista Marv Albert, lo stesso Jordan fu sorpreso dalla propria prestazione. Dopo la vittoria dei Bulls in gara-6 Drexler disse: "All'inizio della serie pensavo che Michael avesse 2000 movimenti diversi. Mi sbagliavo. Ne ha 3000".

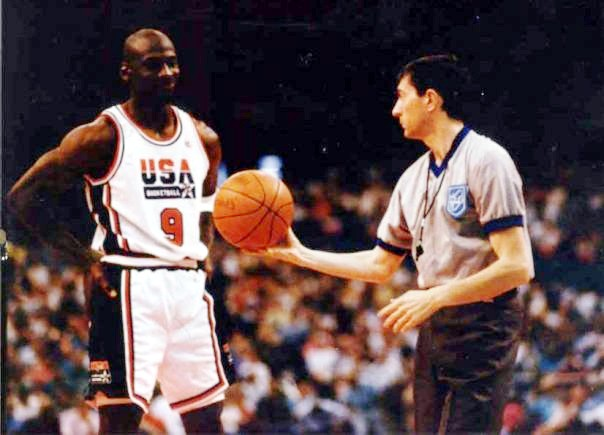
Jordan con l'arbitro Stefano Cazzaro al torneo olimpico di Barcellona

Nell'estate del 1992, Jordan, dopo aver vinto il suo secondo titolo, partecipò ai Giochi olimpici estivi di Barcellona 1992, dove si tenne la prima apparizione di giocatori professionisti della NBA ai Giochi olimpici. Jordan venne nominato capitano della squadra insieme a Magic Johnson e Larry Bird. Jordan fu una delle stelle del Dream Team originale, considerata da molti esperti come la squadra di pallacanestro più forte di tutti i tempi; accanto a Michael figurarono infatti altri grandi campioni: il compagno di squadra Scottie Pippen, Magic Johnson, Larry Bird, Charles Barkley, Clyde Drexler, Patrick Ewing, Karl Malone, David Robinson, John Stockton, Chris Mullin e l'universitario Christian Laettner, guidati dal coach Chuck Daly. Fu il secondo oro olimpico per Jordan, che contribuì attivamente al successo della squadra statunitense, risultando essere il secondo miglior marcatore della squadra con 14,9 punti di media (dopo Charles Barkley).
Nella stagione successiva ebbe una media di 32,6 punti ed arrivò secondo nelle votazioni come DPOY. Raggiunta la finale dei playoffs si trovarono di fronte ai Phoenix Suns, autori del miglior record stagionale, trascinati da Charles Barkley. Con i Bulls in vantaggio 3-2, si ritornò in Arizona per le sfide decisive: gara-6 fu molto combattuta e si arrivò all'ultimo possesso con i Bulls palla in mano e sotto di 2 punti. Jordan fu l'autore di tutti i 9 punti effettuati fino a quel momento dai Bulls nell'ultimo quarto ma, invece di tirare, scelse di passare la palla a Scottie Pippen, che vide sotto canestro smarcato Horace Grant, il quale optò per il passaggio a John Paxson, appostato dietro l'arco dei 3 punti, per il tiro che valse non solo il pareggio ma la vittoria della partita e della serie: fu il terzo titolo consecutivo.
Successivamente Jordan commentò il suo three-peat così:
(Michael Jordan)
 I Chicago Bulls vinsero il terzo titolo NBA di seguito, realizzando il cosiddetto three-peat, riuscito solo ad altre 2 squadre nella storia della NBA. In queste finali Jordan registrò la più alta media realizzativa di punti in una serie di finale con 41 punti (il massimo in quella serie furono i 55 punti che realizzò in gara-4). In più vinse il terzo titolo consecutivo di MVP delle finali NBA, prima volta per un cestista a conquistare per tre volte tale riconoscimento.
Nel 1992 partecipa al videoclip di Jam di Michael Jackson, dove il cantante insegna al cestista come ballare e in cambio Jordan insegna a Jackson come giocare a pallacanestro. Jordan e Jackson erano delle figure iconiche di quegli anni e di conseguenza diventò uno dei videoclip più rappresentativi dell'epoca.

### La morte del padre e il primo ritiro

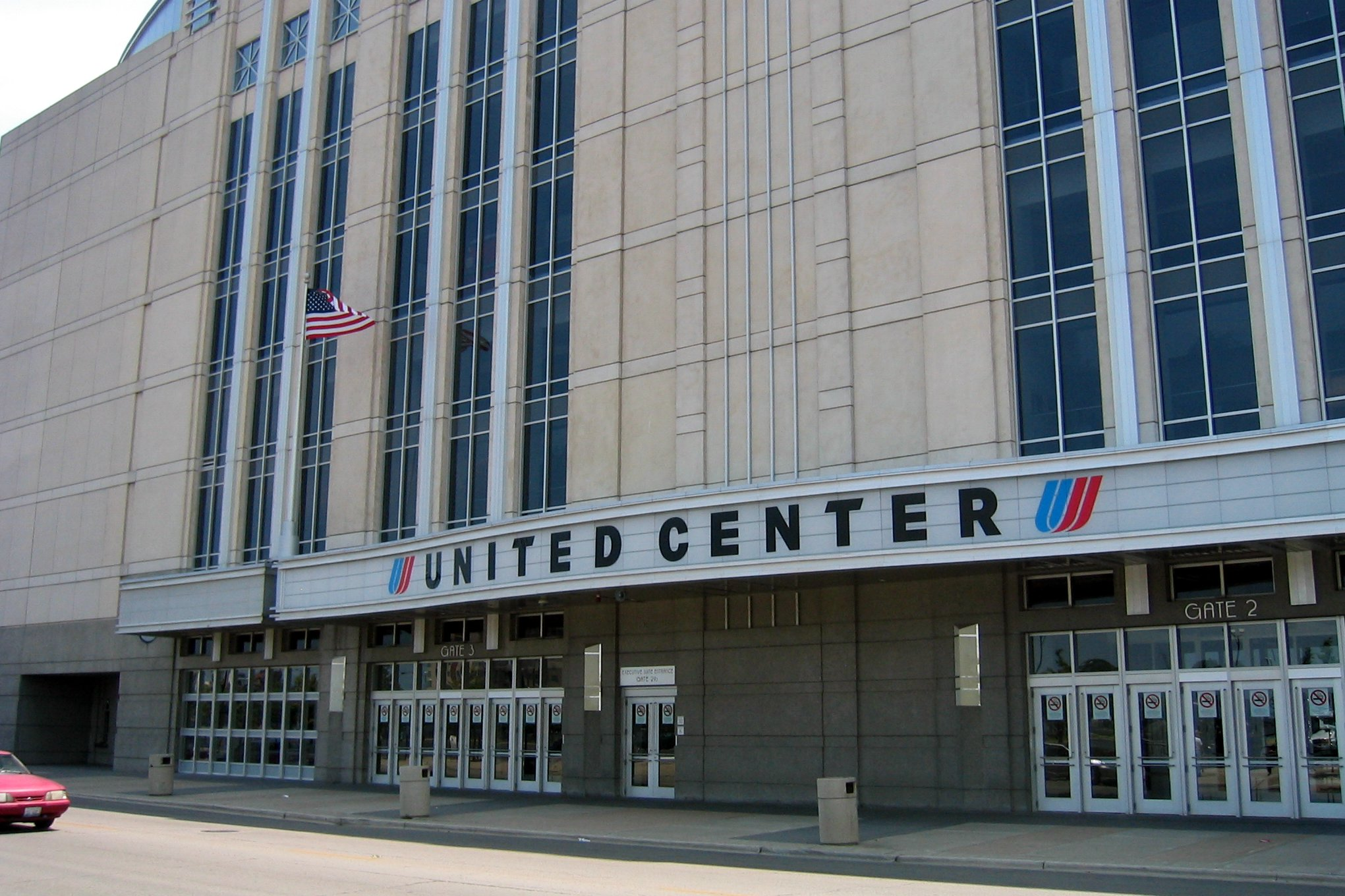
Lo United Center di Chicago, casa dei Bulls dal 1994, soprannominato The house that Michael built, ovvero "La casa costruita da Michael"

Il 22 agosto 1993 il padre di Jordan, James, venne assassinato: di ritorno dal funerale di un amico, decise di fermarsi sul bordo di un'autostrada interstatale nella Carolina del Nord per riposarsi. Mentre stava dormendo, due criminali locali si fermarono, lo uccisero e rubarono la sua Lexus, che gli era stata regalata proprio da Michael. Gli autori del fatto furono rapidamente rintracciati poiché avevano effettuato alcune chiamate con il telefono cellulare della vittima. Il 6 ottobre 1993, durante una conferenza stampa, Michael comunicò la decisione di lasciare la pallacanestro, decisione presa anche a seguito della morte improvvisa del padre. Dichiarò di non avere più nulla da dimostrare, avendo già raggiunto l'apice della propria carriera. Il mondo del basket rimase fortemente colpito da questa decisione ritrovandosi senza il proprio giocatore rappresentante, in quanto Jordan fu il primo "atleta globale" capace di canalizzare l'attenzione dei tifosi di tutto il mondo.
Il 9 settembre 1994, un anno dopo il suo ritiro, giocò un'ultima volta al Chicago Stadium, prossimo alla demolizione, in una partita di beneficenza organizzata da Scottie Pippen, uno dei compagni di squadra "storici" e grande amico, segnando 52 punti. Nel nuovo impianto, lo United Center, venne tenuta qualche giorno dopo la cerimonia ufficiale d'addio del giocatore, con il ritiro della canotta numero 23. Davanti al nuovo stadio venne eretta una grande statua di Jordan impegnato in una schiacciata con una targa con le parole: "The best there ever was, the best there ever will be", ovvero "Il migliore che ci sia mai stato, il migliore che mai ci sarà".

### Carriera nel baseball
«Voglio dimostrare di poter primeggiare anche in un'altra disciplina»: con queste parole, e sempre per la devozione verso il defunto padre, Jordan tentò la carriera nel baseball professionistico, sognata fin da ragazzo. L'amore del padre appena scomparso per questo sport fu probabilmente la motivazione più forte che spinse Jordan a ritirarsi dalla pallacanestro per dedicarsi alla sua nuova carriera. Nel febbraio 1994 firmò un contratto da free agent con i Chicago White Sox; il 31 marzo venne assegnato ai Birmingham Barons, terza squadra degli White Sox, impegnata nella Doppia-A della Minor League.
Nonostante la grande aspettativa del pubblico nei confronti del campione, Jordan ottenne risultati abbastanza modesti: con i Barons disputò 127 partite e tenne una media battuta di 202 con 3 home run, 51 punti battuti a casa, 30 basi rubate (quinto nella Southern League a pari merito) e 11 errori.
Le prestazioni poco brillanti fecero salire la pressione di giornalisti e tifosi che, aspettandosi qualcosa in più dall'ex-superstar NBA, iniziarono a criticare Jordan, ipotizzando anche che il suo ingaggio fosse più dovuto a un fattore pubblicitario che ad altro. Tra il settembre e il novembre 1994, giocò 35 incontri con gli Scottsdale Scorpions nella Arizona Fall League, lega affiliata alla Major League; chiuse con 252 di media battuta. Non soddisfatto dei risultati, Jordan continuò ad allenarsi con i Chicago White Sox fino al 2 marzo 1995, giorno in cui dichiarò conclusa la sua carriera di giocatore di baseball.

### Il primo ritorno nell'NBA e secondo three-peat
Nei primi mesi del 1995 cominciò a circolare la notizia secondo cui Jordan avesse intenzione di tornare a vestire la casacca dei Bulls; la ESPN interruppe tutti i programmi per dare la notizia di un suo possibile ritorno. La Nike, sponsor storico di Jordan, inviò 40 paia di scarpe targate Air Jordan ai Bulls. Il 18 marzo 1995 venne diramato un breve comunicato: "Michael Jordan ha informato i Bulls di aver interrotto il suo volontario ritiro di 17 mesi. Esordirà domenica a Indianapolis contro gli Indiana Pacers." Lo stesso Jordan, tramite il suo manager David B. Falk e l'agenzia che gli curava gli interessi (la "F.A.M.E."), diramò un brevissimo comunicato stampa, che conteneva poche, ma efficaci parole: "I'm back" ("Sono tornato"). Come ulteriore segno di cambiamento, Michael scelse di usare al posto del numero 23 sulla canotta il 45, numero che aveva quando giocava a baseball da piccolo, e suo reale numero preferito. Ritornò in seguito a usare il numero 23, inizialmente non utilizzato anche perché ritirato dalla squadra di Chicago.
Tornato sotto la guida di coach Jackson, evidenziò delle difficoltà sia a livello fisico sia a livello tecnico a causa del lungo stop a cui si era volontariamente sottoposto. Nonostante tutto continuò a mostrare sprazzi del suo talento, ad esempio, nel match giocato contro i New York Knicks al Madison Square Garden in cui mise a referto 55 punti. Lo stesso Jordan ammise in seguito che, benché avesse mantenuto un'ottima preparazione fisica grazie all'avventura nel baseball professionistico, la pallacanestro richiedeva un diverso regime di allenamento. Al raggiungimento dei play-off la sua media realizzativa era di 26,9 punti in 17 partite disputate, ma venne eliminata ai playoffs da Orlando e, proprio in una gara di playoffs contro i Magic, Jordan commise alcuni errori decisivi, tra cui una palla persa durante l'ultimo minuto di gioco a cui seguì la sconfitta; il giocatore dei Magic Nick Anderson, in un'intervista, parlò del numero 45 dei Bulls come di un giocatore forte, ma non quanto il 23. Stuzzicato dal rivale e dal coach Phil Jackson, Jordan dalla partita successiva in poi tornò a indossare la canotta numero 23 pagando una multa per ogni partita di playoffs giocata con quel numero visto il divieto della Lega di cambiare la numerazione della propria canotta a stagione in corso.
Dopo essere tornato in forma, la stagione 1995-1996 vide Jordan di nuovo protagonista con la conseguente prestazione della squadra: la squadra fece segnare un record assoluto nella NBA: riuscirono nell'impresa di superare la soglia delle 70 vittorie nella regular season, vincendo ben 72 partite su 82, record poi superato solo dai Golden State Warriors nella stagione 2015-2016. Con una line-up composta da Jordan, Ron Harper, Scottie Pippen, Dennis Rodman e Luc Longley, nonché probabilmente la miglior panchina della Lega, soprattutto grazie a Steve Kerr e Toni Kukoč, i Bulls migliorarono nettamente rispetto alla stagione precedente, passando da un record di 47-35 a 72-10. Jordan vinse il suo ottavo titolo di marcatore e Rodman il suo quinto consecutivo da rimbalzista, mentre Kerr guidò la Lega nel tiro da tre punti. Jordan ottenne la cosiddetta Triple Crown, la prestigiosa impresa dei tre premi come MVP: infatti, in questa stessa stagione Michael fu MVP dell'All Star Game, della stagione regolare e delle finali, vinte contro i Seattle SuperSonics. Il manager Jerry Krause fu il "dirigente dell'anno", Jackson vinse il suo primo premio come allenatore dell'anno e Kukoč fu il sesto uomo dell'anno. Sia Pippen che Jordan furono parte dell'All-NBA First Team e gli stessi due, insieme a Dennis Rodman, fecero parte anche dell'All-Defensive First Team. La squadra trionfò contro Gary Payton, Shawn Kemp e i loro Seattle SuperSonics vincendo il quarto titolo in 6 gare.

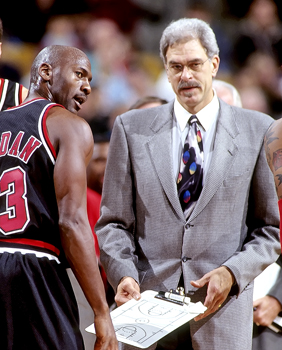
Jordan durante un timeout con il suo allenatore Phil Jackson nel 1997

La stagione 1996-1997 fu ancora una stagione-record: i Bulls ottennero un record di vittorie-sconfitte di 69-13. Nel corso dell'All-Star Game Jordan scrisse nuovamente la storia: con 14 punti, 11 assist e 11 rimbalzi fu il primo giocatore a realizzare una tripla doppia nella manifestazione. Ancora una volta i playoffs videro i Bulls protagonisti, e nelle finali arrivò il quinto titolo dopo la vittoria contro gli Utah Jazz di Karl Malone e John Stockton. In gara-5 Jordan giocò il famoso flu game in cui segnò 38 punti (compresa la tripla decisiva a 25 secondi dalla fine) nonostante il giorno prima fosse stato vittima di un'intossicazione alimentare causata da una pizza.
Jordan guidò la squadra durante la stagione 1997-1998, nella quale vinse il suo ultimo premio di MVP della regular season. Dopo una regular season non all'altezza delle due precedenti, i Chicago Bulls ritrovarono lo smalto nei playoffs e raggiunsero nuovamente le finali, dove incontrarono gli Utah Jazz per il secondo anno consecutivo dopo avere vinto agevolmente la finale di Conference con un secco 4-0 contro i Los Angeles Lakers di Shaquille O'Neal e Kobe Bryant. Arrivò il sesto titolo per Jordan, suggellato da una palla rubata dalle mani di Karl Malone e dal canestro proprio di Jordan a 5,2 secondi dalla fine della sesta gara delle finali, giocata a Salt Lake City, entrato di diritto nella storia della pallacanestro: fu il secondo three-peat per Michael e i Chicago Bulls. Il suo tiro è rimasto noto nell'immaginario collettivo come The Shot (esattamente come quello contro Cleveland), fissando il punteggio sull'87-86 finale.
Il 14 gennaio 1999, al termine del lockout che posticipò l'inizio della stagione 1998-1999 in gennaio, annunciò per la seconda volta il ritiro. Si dedicò al suo secondo sport preferito, il golf, e alla gestione dei Washington Wizards. In merito a un suo eventuale ritorno sui campi da basket, affermò che tale eventualità non fosse da escludere totalmente, sebbene le probabilità fossero molto basse («sono ritirato al 99,9%»).

### Il secondo ritorno con i Washington Wizards

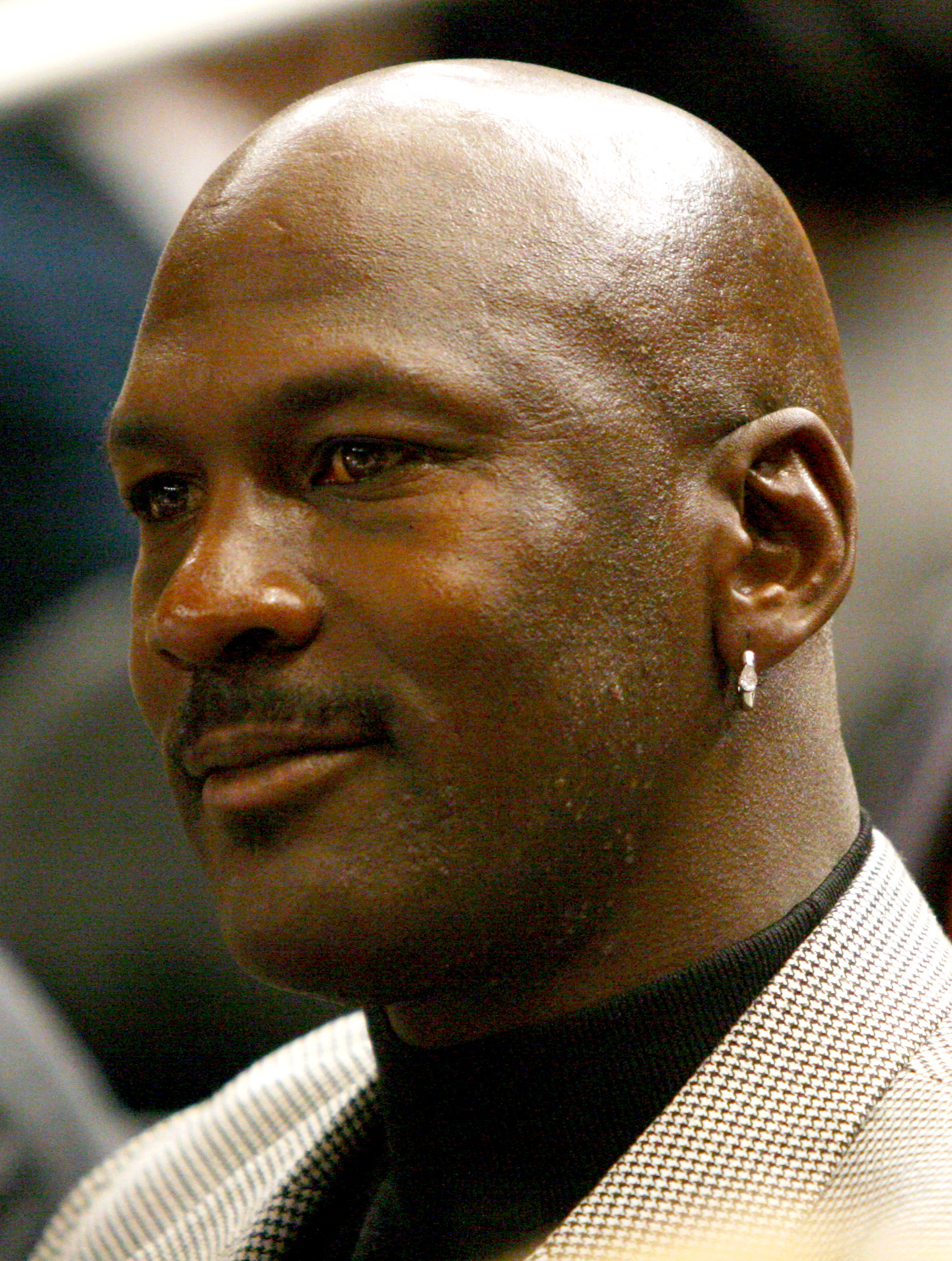
Jordan nel 2006

Il 25 settembre 2001 Jordan decise di tornare in campo, e da proprietario dei Washington Wizards tornò a essere giocatore. Notevole fu l'interesse mediatico che si produsse intorno al suo ritorno, e i Wizards diventarono in breve una delle squadre più seguite dell'NBA.
Durante le due stagioni nella nuova squadra, Jordan percepì un compenso di un milione di dollari, devoluto interamente in beneficenza alle famiglie delle vittime degli attentati dell'11 settembre 2001. Nonostante l'età ormai avanzata e un infortunio che lo tenne fuori per parte della stagione 2001-2002, partecipò al suo 14º All-Star Game, a Filadelfia. Terminò la sua prima stagione come Wizard con una media di 22,9 punti a partita.
Nella stagione 2002-2003 ottenne una media di 20 punti a partita e partecipò ancora una volta (l'ultima) all'All-Star Game, ad Atlanta, dove l'intera manifestazione venne organizzata per essere un tributo a Jordan. Le divise della partita delle stelle furono fatte a copia delle divise dell'All-Star Game del 1988 di Chicago, nel quale Jordan fu eletto per la prima volta MVP, e nell'intervallo il tributo al giocatore, si realizzò sulle note di Hero, cantate da Mariah Carey, vestita per l'occasione con un abito che rappresentava insieme la canotta nº 23 dei Washington Wizards e quella dei Chicago Bulls. Ripresa la partita, a circa tre secondi dalla fine, riuscì a segnare un tiro in fade-away che sembrerebbe regalare la competizione alla squadra dell'Est; tuttavia, un fallo su Kobe Bryant effettuato da Jermaine O'Neal all'ultimo secondo riuscì a ribaltare la situazione e tutto si concluse in una vittoria di 155 a 145 per l'Ovest, dopo un doppio overtime.
Nel corso della stagione 2001-2002, Jordan diventò il giocatore più anziano (38 anni) dell'NBA a segnare più di 40 punti in una partita, mettendone a segno 51 contro gli Charlotte Hornets il 29 dicembre 2001. e 45 contro i New Jersey Nets il 31 dicembre 2001 Nonostante i suoi sforzi, però, Jordan non riuscì a coinvolgere fino in fondo i compagni e a formare un gruppo valido né nella stagione 2001-02 né in quella seguente, non riuscendo a portare i Washington Wizards ai play-off. Questo a dispetto della presenza di numerosi giovani di talento come Richard Hamilton (scambiato per Jerry Stackhouse a inizio stagione 2002-03) il quale farà poi fortuna con i Detroit Pistons o come Larry Hughes finito poi fuori rotazione.
Il 21 febbraio 2003 realizzò 43 punti contro i New Jersey Nets, divenendo l'unico giocatore con più di 40 anni ad aver realizzato più di 40 punti in un incontro NBA. Verso la fine della stagione 2002-03 Jordan venne addirittura isolato da alcuni compagni i quali cominciarono a trovare opprimenti i suoi metodi di allenamento e gestione della squadra. Queste stesse motivazioni furono alla base del suo licenziamento in qualità di presidente da parte del proprietario Abe Pollin. Le ultime partite di Jordan in giro per le arene della NBA diventarono momenti per i fan avversari di dare un ultimo saluto al cestista, prima passando dalla sua Chicago, per l'ultima partita nel "suo" United Center, per arrivare a Filadelfia, da Allen Iverson, alla 82ª partita di stagione regolare, che fu la sua ultima ed ebbe luogo l'ultimo tiro della sua carriera: un tiro libero che gli fece raggiungere quota 20 punti di media in stagione.
Uscendo dalla partita a poco più di un minuto dal termine, si prese una standing ovation da parte di tutti i presenti, ciò costrinse una sospensione temporanea della partita, mentre dal pubblico avversario si alzò il coro "We Want Mike!". Fu l'ultima apparizione su un parquet di Michael Jordan che, visibilmente emozionato, dopo aver salutato i giocatori avversari e gli amici presenti, si avviò verso gli spogliatoi.
Al termine della stagione 2002-2003, si ritirò per la terza e ultima volta. Jordan concluse la sua carriera NBA con una media punti per partita di 30,12 nella stagione regolare, la più alta in tutta la storia dell'NBA, superiore di pochi centesimi alla media punti di Wilt Chamberlain (30,06); è quinto come numero di punti segnati in carriera.

### Dopo il ritiro

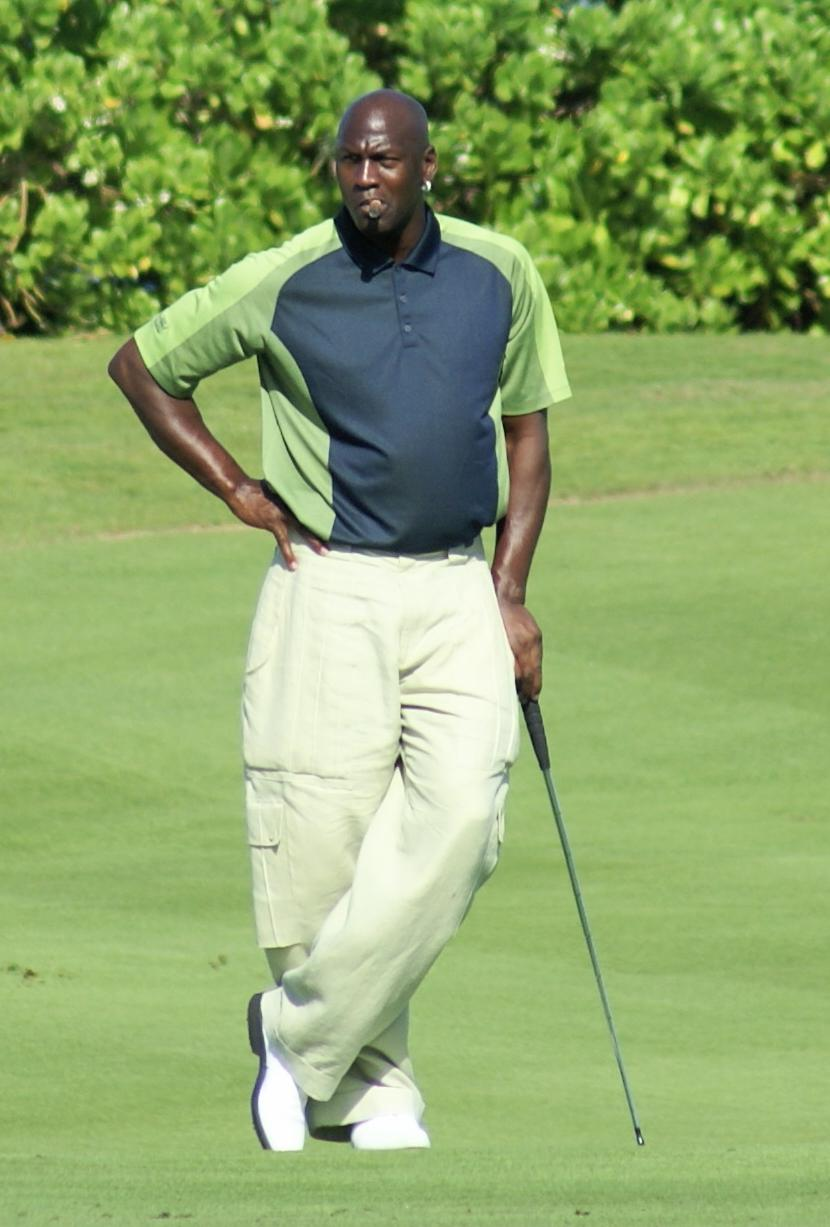
Jordan nel 2007 durante una partita di golf, uno dei suoi hobby preferiti

Il 1º febbraio 2004 fondò il Michael Jordan Motorsports, un team impegnato nelle corse motociclistiche del campionato American Motorcyclist Association (AMA). Finora la squadra ha sempre gareggiato con motociclette giapponesi, con una certa predilezione per le Suzuki GSX-R. L'attività venne sospesa dal 31 ottobre 2013, per valutare la possibilità di gareggiare in MotoGP.
Nell'ottobre 2004, Giorgio Armani contattò Jordan tentando di convincerlo a giocare per l'Olimpia Milano, sponsorizzata dal 2004 proprio dal celebre stilista, ottenendo una risposta negativa.
Nel 2006 venne nominato general manager degli Charlotte Bobcats (poi diventati Charlotte Hornets), squadra della Carolina del Nord e quattro anni più tardi ne diventò l'unico proprietario, prima di cedere le quote di maggioranza nel 2023, rimanendo comunque socio di minoranza.

## Numeri di maglia

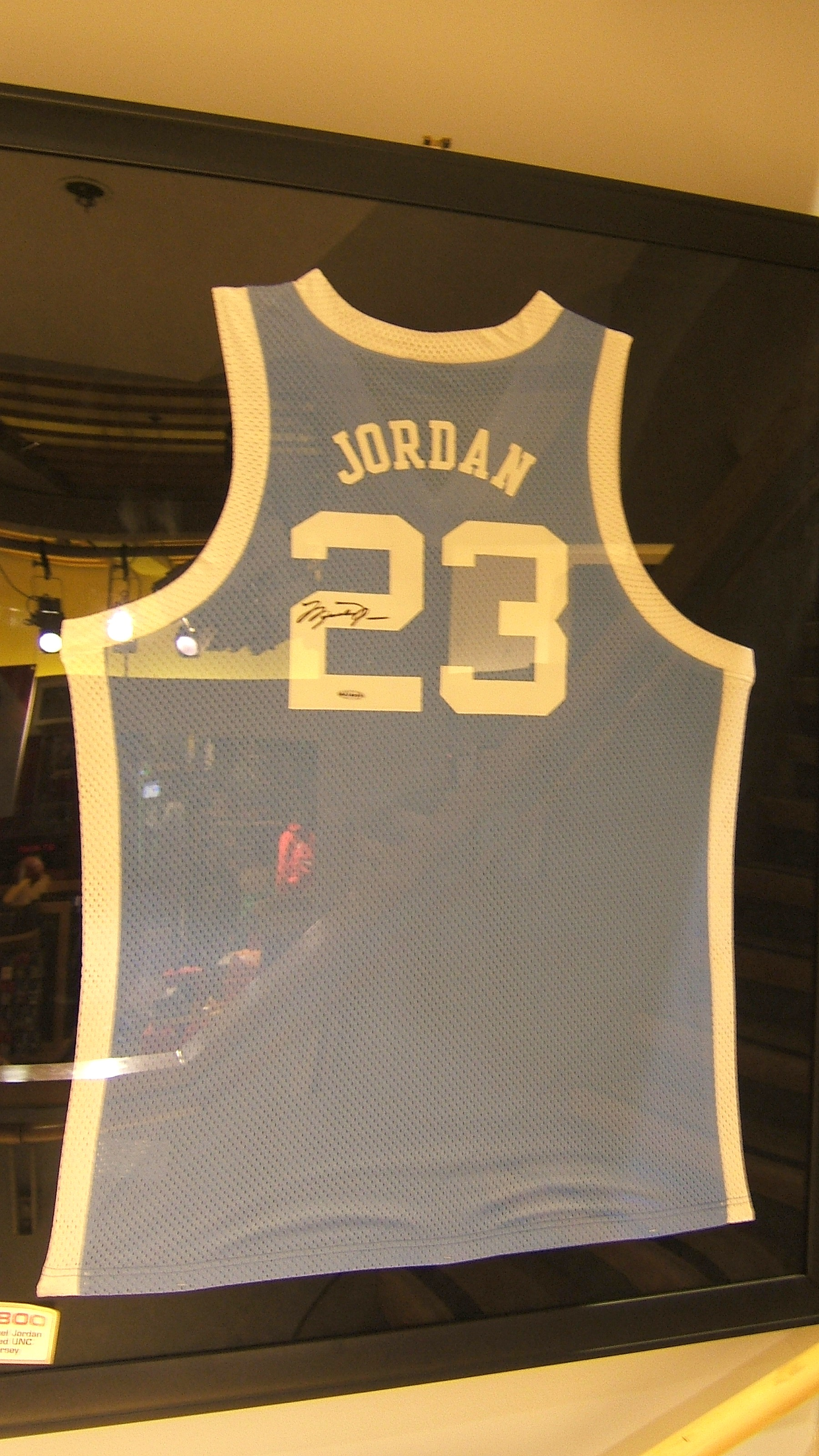
La canotta numero 23 della North Carolina autografata da Jordan

Michael Jordan ha indossato cinque diversi numeri di canotta nella sua intera carriera: lo storico 23, il 45 al ritorno dal suo primo ritiro, il 9 con la nazionale degli Stati Uniti alle Olimpiadi del 1984 e del 1992 e ai Campionati americani del 1992, il 5 sempre con la nazionale ai Giochi panamericani di Caracas 1983, e il 12, indossato il 14 febbraio 1990, come canotta di emergenza, poiché in una gara contro gli Orlando Magic, a Orlando, un tifoso si intrufolò negli spogliatoi e rubò la canotta di Jordan. Questa era del compagno di squadra Sam Vincent, ed essendo una canotta da allenamento era priva di cognome stampato sul retro; Jordan segnò 49 punti nella sconfitta contro i Magic.
La canotta numero 23 di Jordan è stata ritirata dai Chicago Bulls e dai Miami Heat, anche se Michael non ha mai giocato per quest'ultima. Fu desiderio del coach degli Heat, Pat Riley, fare un tributo a Jordan nella sua ultima gara a Miami nella stagione 2002-2003, innalzando al soffitto un banner raffigurante per una metà la canotta dei Bulls e per l'altra quella dei Wizards.
Jordan indossò il numero 23 poiché, quando era giovane, ammirava molto il fratello maggiore Larry, che giocava alla Laney High School (oltre che nel campetto di casa con lui), e indossava il 45, e aspirava a essere forte la metà di quanto lo fosse lui. Il 23 è la metà del 45 arrotondata per eccesso ed è anche per questo che Jordan ha indossato tale numero.

## Merchandising
Oltre che per le sue qualità cestistiche, Michael Jordan ha guadagnato notorietà fuori dal campo per via delle sue apparizioni cinematografiche (su tutte quella in Space Jam) e per il brand Air Jordan.

## Statistiche
| † | Denota le stagioni in cui Jordan ha vinto il titolo |
| * | Primo nella lega                                    |
| * | Record                                              |

### NCAA
| Anno       | Squadra             | PG  | PT  | MP   | TC%  | 3P%  | TL%  | RP  | AP  | PRP | SP  | PP   |
| ---------- | ------------------- | --- | --- | ---- | ---- | ---- | ---- | --- | --- | --- | --- | ---- |
| 1981-1982† | N. Carol. Tar Heels | 34  | 34  | 31,7 | 53,4 | –    | 72,2 | 4,4 | 1,8 | 1,2 | 0,2 | 13,5 |
| 1982-1983  | N. Carol. Tar Heels | 36  | 36  | 30,9 | 53,5 | 44,7 | 73,7 | 5,5 | 1,6 | 2,2 | 0,8 | 20,0 |
| 1983-1984  | N. Carol. Tar Heels | 31  | 31  | 29,5 | 55,1 | –    | 77,9 | 5,3 | 2,1 | 1,6 | 1,1 | 19,6 |
| Carriera   | Carriera            | 101 | 101 | 30,8 | 54,0 | 44,7 | 74,8 | 5,0 | 1,8 | 1,7 | 0,7 | 17,7 |

### NBA

#### Regular season
| Anno       | Squadra       | PG   | PT   | MP    | TC%  | 3P%  | TL%  | RP  | AP  | PRP  | SP  | PP    |
| ---------- | ------------- | ---- | ---- | ----- | ---- | ---- | ---- | --- | --- | ---- | --- | ----- |
| 1984-1985  | Chicago Bulls | 82   | 82   | 38,3  | 51,5 | 17,3 | 84,5 | 6,5 | 5,9 | 2,4  | 0,8 | 28,2  |
| 1985-1986  | Chicago Bulls | 18   | 7    | 25,1  | 45,7 | 16,7 | 84,0 | 3,6 | 2,9 | 2,1  | 1,2 | 22,7  |
| 1986-1987  | Chicago Bulls | 82   | 82   | 40,0  | 48,2 | 18,2 | 85,7 | 5,2 | 4,6 | 2,9  | 1,5 | 37,1* |
| 1987-1988  | Chicago Bulls | 82   | 82   | 40,4* | 53,5 | 13,2 | 84,1 | 5,5 | 5,9 | 3,2* | 1,6 | 35,0* |
| 1988-1989  | Chicago Bulls | 81   | 81   | 40,2* | 53,8 | 27,6 | 85,0 | 8,0 | 8,0 | 2,9  | 0,8 | 32,5* |
| 1989-1990  | Chicago Bulls | 82   | 82   | 39,0  | 52,6 | 37,6 | 84,8 | 6,9 | 6,3 | 2,8* | 0,7 | 33,6* |
| 1990-1991† | Chicago Bulls | 82   | 82   | 37,0  | 53,9 | 31,2 | 85,1 | 6,0 | 5,5 | 2,7  | 1,0 | 31,5* |
| 1991-1992† | Chicago Bulls | 80   | 80   | 38,8  | 51,9 | 27,0 | 83,2 | 6,4 | 6,1 | 2,3  | 0,9 | 30,1* |
| 1992-1993† | Chicago Bulls | 78   | 78   | 39,3  | 49,5 | 35,2 | 83,7 | 6,7 | 5,5 | 2,8* | 0,8 | 32,6* |
| 1994-1995  | Chicago Bulls | 17   | 17   | 39,3  | 41,1 | 50,0 | 80,1 | 6,9 | 5,3 | 1,8  | 0,8 | 26,9  |
| 1995-1996† | Chicago Bulls | 82   | 82   | 37,7  | 49,5 | 42,7 | 83,4 | 6,6 | 4,3 | 2,2  | 0,5 | 30,4* |
| 1996-1997† | Chicago Bulls | 82   | 82   | 37,9  | 48,6 | 37,4 | 83,3 | 5,9 | 4,3 | 1,7  | 0,5 | 29,6* |
| 1997-1998† | Chicago Bulls | 82   | 82   | 38,8  | 46,5 | 23,8 | 78,4 | 5,8 | 3,5 | 1,7  | 0,5 | 28,7* |
| 2001-2002  | Wash. Wizards | 60   | 53   | 34,9  | 41,6 | 18,9 | 79,0 | 5,7 | 5,2 | 1,4  | 0,4 | 22,9  |
| 2002-2003  | Wash. Wizards | 82   | 67   | 37,0  | 44,5 | 29,1 | 82,1 | 6,1 | 3,8 | 1,5  | 0,5 | 20,0  |
| Carriera   | Carriera      | 1072 | 1039 | 38,3  | 49,7 | 32,7 | 83,5 | 6,2 | 5,3 | 2,3  | 0,8 | 30,1* |
| All-Star   | All-Star      | 13   | 13   | 29,4  | 47,2 | 27,3 | 75,0 | 4,7 | 4,2 | 2,8  | 0,5 | 20,2  |

#### Playoffs
| Anno     | Squadra       | PG  | PT  | MP    | TC%  | 3P%   | TL%  | RP  | AP  | PRP  | SP  | PP    |
| -------- | ------------- | --- | --- | ----- | ---- | ----- | ---- | --- | --- | ---- | --- | ----- |
| 1985     | Chicago Bulls | 4   | 4   | 42,8* | 43,6 | 12,5  | 82,8 | 5,8 | 8,5 | 2,8* | 1,0 | 29,3  |
| 1986     | Chicago Bulls | 3   | 3   | 45,0  | 50,5 | 100,0 | 87,2 | 6,3 | 5,7 | 2,3  | 1,3 | 43,7* |
| 1987     | Chicago Bulls | 3   | 3   | 42,7  | 41,7 | 40,0  | 89,7 | 7,0 | 6,0 | 2,0  | 2,3 | 35,7* |
| 1988     | Chicago Bulls | 10  | 10  | 42,7  | 53,1 | 33,3  | 86,9 | 7,1 | 4,7 | 2,4  | 1,1 | 36,3  |
| 1989     | Chicago Bulls | 17  | 17  | 42,2  | 51,0 | 28,6  | 79,9 | 7,0 | 7,6 | 2,5  | 0,8 | 34,8* |
| 1990     | Chicago Bulls | 16  | 16  | 42,1  | 51,4 | 32,0  | 83,6 | 7,2 | 6,8 | 2,8* | 0,9 | 36,7* |
| 1991†    | Chicago Bulls | 17  | 17  | 40,5  | 52,4 | 38,5  | 84,5 | 6,4 | 8,4 | 2,4  | 1,4 | 31,1* |
| 1992†    | Chicago Bulls | 22  | 22  | 41,8  | 49,9 | 38,6  | 85,7 | 6,2 | 5,8 | 2,0  | 0,7 | 34,5* |
| 1993†    | Chicago Bulls | 19  | 19  | 41,2  | 47,5 | 38,9  | 80,5 | 6,7 | 6,0 | 2,1  | 0,9 | 35,1* |
| 1995     | Chicago Bulls | 10  | 10  | 42,0  | 48,4 | 36,7  | 81,0 | 6,5 | 4,5 | 2,3  | 1,4 | 31,5  |
| 1996†    | Chicago Bulls | 18  | 18  | 40,7  | 45,9 | 40,3  | 81,8 | 4,9 | 4,1 | 1,8  | 0,3 | 30,7* |
| 1997†    | Chicago Bulls | 19  | 19  | 42,3  | 45,6 | 19,4  | 83,1 | 7,9 | 4,8 | 1,6  | 0,9 | 31,1* |
| 1998†    | Chicago Bulls | 21  | 21  | 41,5  | 46,2 | 30,2  | 81,2 | 5,1 | 3,5 | 1,5  | 0,6 | 32,4* |
| Carriera | Carriera      | 179 | 179 | 41,8  | 48,7 | 33,2  | 82,8 | 6,4 | 5,7 | 2,1  | 0,8 | 33,4* |

## Palmarès

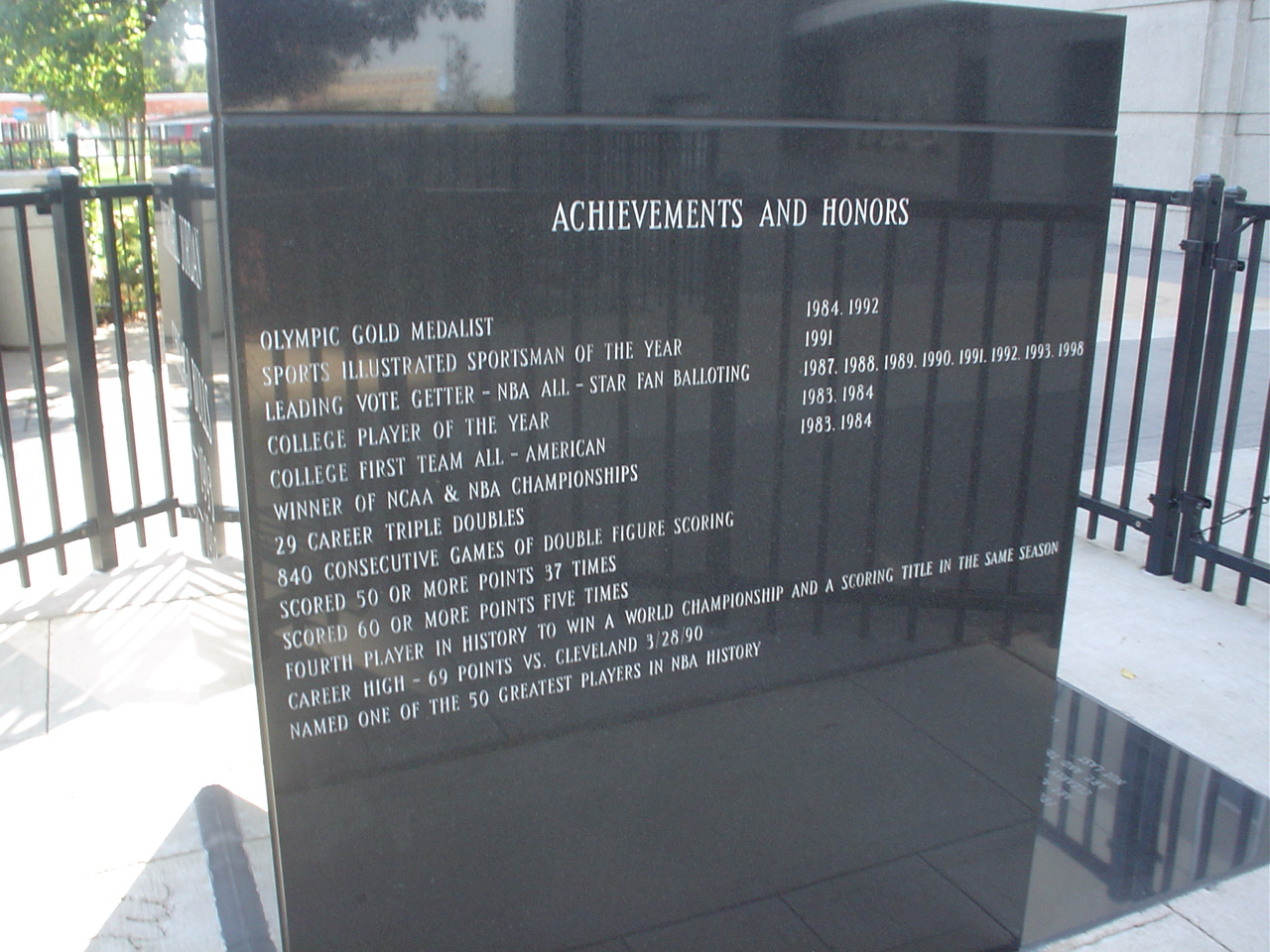
Un lato del basamento della statua di Jordan fuori dallo United Center con tutti i riconoscimenti ottenuti

### Squadra

#### NBA
- Campionato NBA: 6

Chicago Bulls: 1991, 1992, 1993, 1996, 1997, 1998

#### Nazionale
- Oro olimpico: 2

Los Angeles 1984, Barcellona 1992
- Giochi panamericani: 1

Caracas 1983
- Campionati americani: 1

Portland 1992

#### NCAA
- Campionato NCAA: 1

North Carolina Tar Heels: 1982

### Individuale

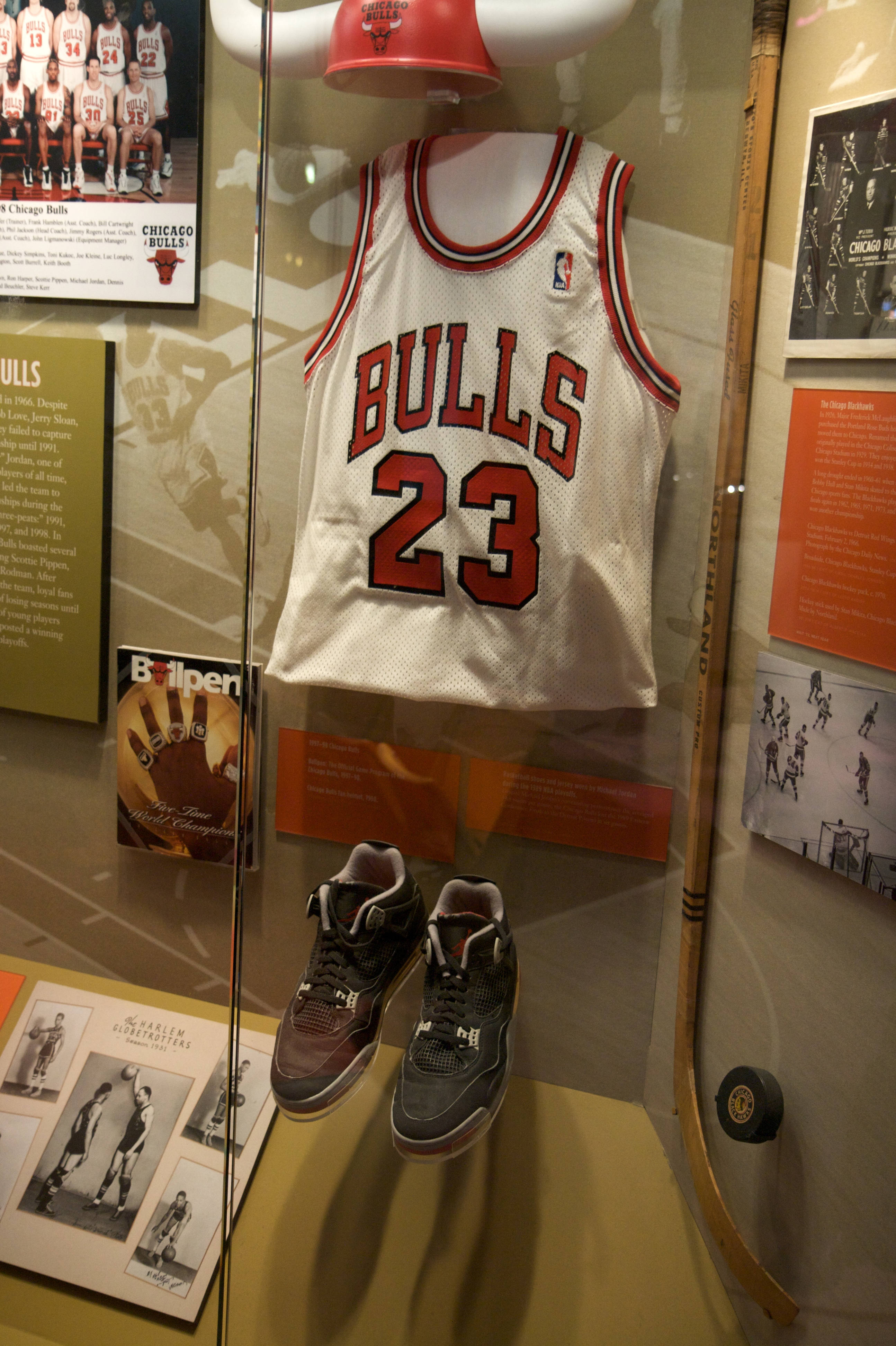
Memorabilia di Jordan in mostra al Chicago History Museum

#### NBA
- MVP della regular season: 5

1988, 1991, 1992, 1996, 1998
- MVP delle finali: 6 (record)

1991, 1992, 1993, 1996, 1997, 1998
- Difensore dell'anno: 1

1988
- Rookie dell'anno: 1

1985
- Miglior marcatore: 10 (record)

1987, 1988, 1989, 1990, 1991, 1992, 1993, 1996, 1997, 1998
- Migliore nelle palle rubate: 3

1988, 1990, 1993
- Partecipazioni all'All-Star Game: 14

1985, 1986, 1987, 1988, 1989, 1990, 1991, 1992, 1993, 1996, 1997, 1998, 2002, 2003
- MVP dell'All-Star Game: 3

1988, 1996, 1998
- Slam Dunk Contest: 2

1987, 1988
- Squadre All-NBA: 11

First Team: 1987, 1988, 1989, 1990, 1991, 1992, 1993, 1996, 1997, 1998
Second Team: 1985
- Squadre All-Defensive: 9

First Team: 1988, 1989, 1990, 1991, 1992, 1993, 1996, 1997, 1998 (record)
- NBA All-Rookie Team: 1

First Team: 1985

#### Nazionale
- USA Basketball Male Athlete of the Year: 2

1983, 1984

#### NCAA
- Giocatore dell'anno Naismith: 1

1983-1984
- Giocatore dell'anno Associated Press: 1

1983-1984
- Premio John R. Wooden: 1

1983-1984
- Trofeo Oscar Robertson: 1

1983-1984
- Giocatore dell'anno NABC: 1

1983-1984
- Giocatore dell'anno Sporting News: 2

1982-1983, 1983-1984
- Trofeo Adolph Rupp: 1

1983-1984
- Giocatore dell'anno United Press International: 1

1983-1984
- NCAA All-Americans First Team: 2

1982-1983, 1983-1984
- Atleta dell'anno ACC: 1

1984
- Cestista dell'anno ACC: 1

1983-1984
- Rookie dell'anno ACC: 1

1981-1982

#### High school
- McDonald's All-American Game: 1

1981
- Parade All-American First Team: 1

1981

#### Altri riconoscimenti
- La maglia n.23 è stata ritirata dai Chicago Bulls
- La maglia n.23 è stata ritirata dai Miami Heat
- La maglia n.23 è stata ritirata dai North Carolina Tar Heels
- Membro della Naismith Memorial Basketball Hall of Fame

dal 2009 come giocatore; dal 2010 come membro del "Dream Team"
- Membro della FIBA Hall of Fame dal 2015

dal 2015 come giocatore; dal 2017 come membro del "Dream Team"
- Incluso tra i 50 migliori giocatori del cinquantenario della NBA
- Inserito nell'NBA 75th Anniversary Team